# 池畑潤二
池畑 潤二（いけはた じゅんじ、1958年10月20日 - ）は、日本のドラマー。福岡県大牟田市生まれ、福岡県北九州市若松区出身。

## 履歴
高校時代の1975年、大江慎也とバンド「薔薇族」を結成。その後、1979年「人間クラブ」の結成に参加し、そこからボーカルの南浩二が脱退する形でルースターズを結成。1983年にルースターズを脱退する。
その後、ZERO SPECTREを結成。山善&Midnight Specialに参加。またセッション・ドラマーとして、布袋寅泰、中川勝彦、山下久美子、浅川マキ、UA、COMPLEX、吉川晃司、石橋凌、泉谷しげる、花田裕之、浅井健一、トータス松本、椎名林檎、松井常松、本田美奈子、和田アキ子等のレコーディング、ライブサポートに参加。
中でも松井の2nd.アルバム『SONG OF JOY』は、松井名義だが、実質的に池畑と松井の共作である。
1994年に元ルースターズのメンバーである花田裕之、井上富雄、下山淳とROCK'N'ROLL GYPSIESを結成し最初のライブを行う。2001年に北九州で行われたイベントへの出演をきっかけに本格始動（のちに井上は脱退、市川勝也が参加）。1998年に、自身のバンドであるNo Stars Innovationを結成。
2002年、浅井健一のバンドJUDEのメンバーとして2003年まで活動。冷牟田竜之率いるDAD MOM GODや、SION with THE MOGAMI、Ocuppy、 ヒートウェイヴ、柴山俊之&ギラギラバンド等のメンバーとして、精力的に幅広く活動する。2004年HAKATA BEAT CLUB結成。2006年Dee Dee Fever結成。2008年Big Beat Carnivalスタート。ARABAKI ROCK FEST.やLIQUIDROOM、福岡サンパレス、磔磔にてライブを行う。
2012年から、フジロックフェスティバル にて苗場音楽突撃隊のバンドマスターを務め、2013年から、フジロックフェスティバル内のGREEN STAGEにて、苗場音楽突撃隊のメンバーを中心にROUTE17 Rock'n'Roll ORCHESTRAを結成。毎年多彩なゲストとライブを繰り広げている。2015年、中島美嘉と土屋公平のバンドプロジェクト「MIKA RANMARU」に参加。

## 出演

### 映画
- 爆裂都市 BURST CITY（1982年東映） - 鋼鉄男（バトル・ロッカーズ）
- SF サムライ・フィクション（1998年）- 賭場の客